# 1619 a tudományban
Az 1619. év a tudományban és a technikában.

## Csillagászat
- Johannes Kepler Harmonices Mundi („A világ harmóniája”) című művében publikájla a harmadik bolygómozgás törvényét

## Kémia
- Felfedezik a laktózt.

## Felfedezések
- Észak-Amerikában a dán Jens Munk felfedezi Churchill folyót.

## Halálozások
- május 20. - Hieronymus Fabricius, anatómus és embriológus (* 1537)
- Hans Lippershey a teleszkóp feltalálója (* 1570)